# Phauloppia tuberosa
Phauloppia tuberosa är en kvalsterart som först beskrevs av K. Fujikawa 1972.  Phauloppia tuberosa ingår i släktet Phauloppia och familjen Oribatulidae. Inga underarter finns listade i Catalogue of Life.